# جاده ئی۷۶۱ اروپا
جاده ئی۷۶۱ اروپا (به انگلیسی: European route E761) یکی از جاده‌های درجه ۲ قاره اروپا است.
این جاده از شهر بیهاچ (بوسنی و هرزگوین) شروع شده و در شهر زایچار (صربستان) به پایان می‌رسد.